# Leptogaster longipes
Leptogaster longipes là một loài ruồi trong họ Asilidae. Leptogaster longipes được Walker miêu tả năm 1858. Loài này phân bố ở miền Australasia.